# Södra Valltjärnen
Södra Valltjärnen är en sjö i Åre kommun i Jämtland och ingår i Nean-Vapstälvens kustområde. Sjön har en area på 0,0568 kvadratkilometer och ligger 408,7 meter över havet. Södra Valltjärnen ligger i Skäckerfjällen Natura 2000-område.

## Delavrinningsområde
Södra Valltjärnen ingår i det delavrinningsområde (707915-133533) som SMHI kallar för Ovan 707957-133483. Medelhöjden är 461 meter över havet och ytan är 0,93 kvadratkilometer. Räknas de 5 avrinningsområdena uppströms in blir den ackumulerade arean 7,72 kvadratkilometer. Vattendraget som avvattnar avrinningsområdet har biflödesordning 2, vilket innebär att vattnet flödar genom totalt 2 vattendrag innan det når havet efter 9 kilometer. Avrinningsområdet består mestadels av skog (61 procent) och sankmarker (33 procent). Avrinningsområdet har 0,05 kvadratkilometer vattenytor vilket ger det en sjöprocent på 5,9 procent.